# 王尤
王尤（？—？），江蘇省通州直隸州人，清朝政治人物、進士出身。
光緒十五年（1889年），参加光緒己丑科殿試，登進士二甲96名。同年五月，改翰林院庶吉士。